# Vattenmärkeplattmal
Vattenmärkeplattmal (Agonopterix yeatiana) är en fjärilsart som först beskrevs av Johan Christian Fabricius 1781.  Vattenmärkeplattmal ingår i släktet Agonopterix. Enligt Dyntaxa ingår Agonopterix i familjen plattmalar, Depressariidae, men enligt Catalogue of Life är tillhörigheten istället familjen praktmalar, (Oecophoridae). Enligt den svenska rödlistan är arten nära hotad i Sverige. Arten förekommer tämligen sällsynt från Skåne till Västergötland. I övriga Norden finns den i Danmark men saknas i Norge och Finland. Artens livsmiljö är fuktiga skogar men även torrare miljöer.